# Celebrity Apex
Die Celebrity Apex ist ein 2020 fertiggestelltes Kreuzfahrtschiff der Reederei Celebrity Cruises. Es ist das zweite der aus fünf Einheiten geplanten Edge-Klasse und wurde am 27. März 2020 von Celebrity Cruises übernommen, aber erst im Juni 2021 in Dienst gestellt.

## Geschichte
Die Celebrity Apex wurde am 1. Februar 2015 als zweite Einheit der Edge-Klasse in Auftrag gegeben. Das Schiff sollte zunächst den Namen Celebrity Beyond erhalten. Der Bau des Schiffes begann im Juli 2018 und das Schiff wurde am 6. Juli 2018 unter der Baunummer K34 in der Werft von Chantiers de l’Atlantique in Saint-Nazaire auf Kiel gelegt. Einzelne Sektionen für das Schiff entstanden im Jahr 2018 bei der Crist-Werft in Gdynia, Polen. Der Stapellauf erfolgte am 17. Mai 2019, die Ablieferung an Celebrity Cruises am 27. März 2020.

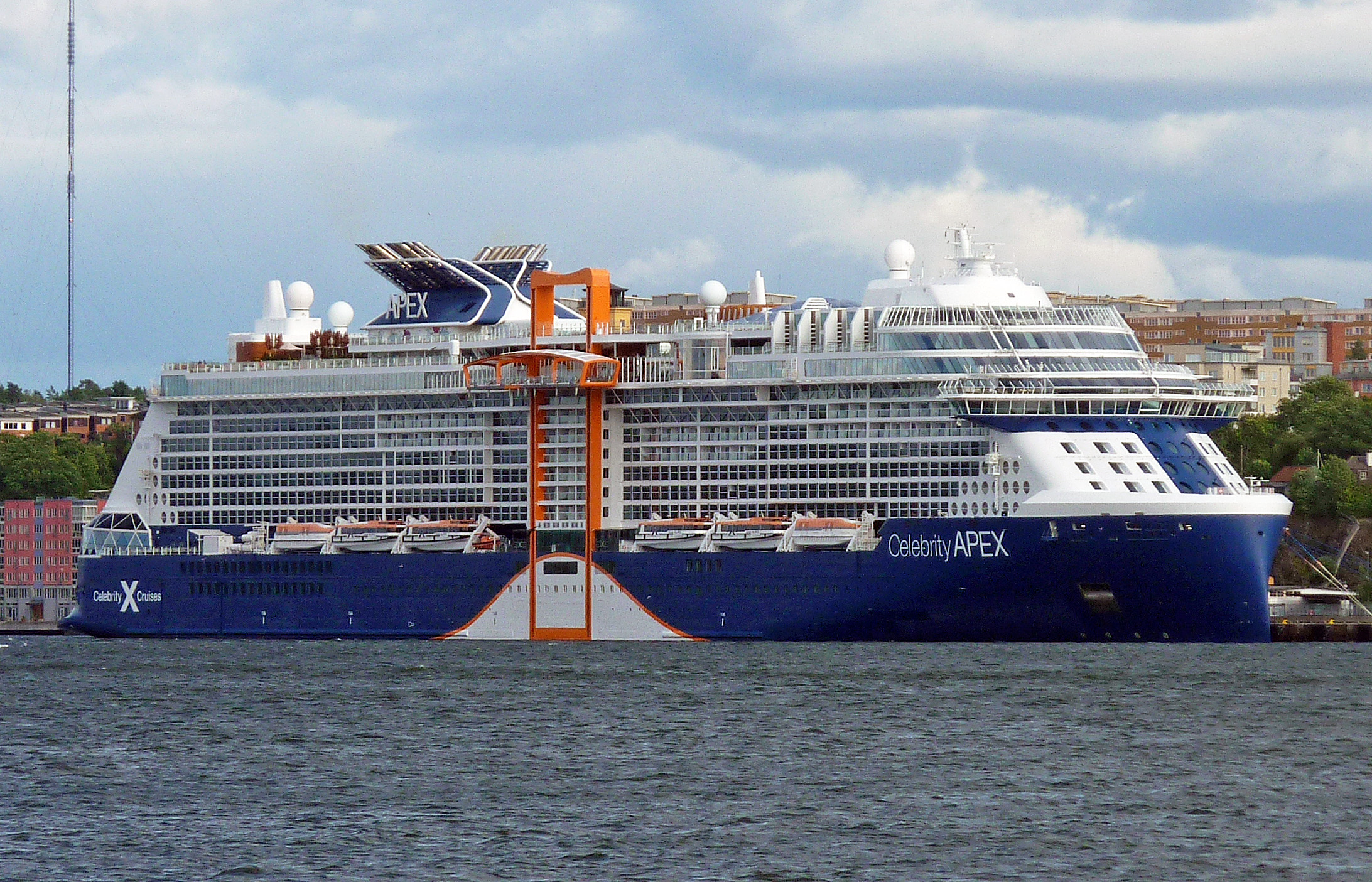
Steuerbordseite der Celebrity Apex mit dem Magic Carpet

Die COVID-19-Pandemie verzögerte die geplante Indienststellung des Schiffes auf einen unbekannten Zeitpunkt. Die Taufe des Schiffes war ursprünglich für den 30. März 2020 in Southampton geplant, die Jungfernfahrt für den 5. April. Die Celebrity Apex blieb weiterhin in Saint-Nazaire liegen, auch eine für Herbst 2020 geplante Indienststellung wurde verschoben. Erst am 19. Juni 2021 kamen im Hafen von Piräus die ersten Gäste an Bord und starteten zu der 7-tägigen Jungfernfahrt durch die griechische Inselwelt.
Am 26. März 2020 wurde durch das Gesundheitsministerium der Region Pays de la Loire die Erkrankung von sieben Besatzungsmitgliedern der Celebrity Apex mit COVID-19 bekannt gegeben. Zu diesem Zeitpunkt befanden sich bereits mehr als 1400 Besatzungsmitglieder an Bord des Schiffes. Bis zum 7. April stieg die Zahl auf 217 Erkrankte, von denen zwei auf Intensivstationen behandelt werden mussten.